# Championnat du Venezuela de football 1993-1994
Navigation
Saison 1992-1993 Saison 1994-1995
La saison 1993-1994 du Championnat du Venezuela de football est la trente-huitième édition du championnat de première division professionnelle au Venezuela et la soixante-quatorzième saison du championnat national. Les seize meilleures équipes du pays sont regroupées au sein d'une poule unique où elles s'affrontent deux fois, à domicile et à l'extérieur. À la fin de la saison, il n'y a pas de relégation car la formule du championnat va être complètement bouleversée la saison prochaine.
C'est le club du Caracas FC qui remporte la compétition, après avoir terminé en tête du classement final, devant Trujillanos FC et Minerven FC. C'est le troisième titre de champion de l'histoire du club, qui réussit même le doublé en s'imposant en Copa Venezuela.
Avant le début du championnat, le club de l'UD Lara ne s'inscrit pas à la compétition pour des raisons financières. Par conséquent, le troisième de Segunda A, Valencia FC, est promu en première division.

## Les clubs participants
| - Maritimo Caracas - Deportivo Italia - Caracas FC - Mineros de Guayana - Atlético El Vigía - Promu de D2 - Minerven FC - Llaneros FC - Trujillanos FC | - Maracaibo FC - Promu de D2 - Estudiantes de Mérida - UA Táchira - Valencia FC - Promu de D2 - Atlético Zamora - Monagas SC - ULA Mérida - Anzoátegui FC |

## Compétition
Le barème utilisé pour établir le classement est le suivant :
- Victoire : 2 points
- Match nul : 1 point
- Défaite : 0 point

### Classement
| Rang | Équipe                | Pts   | J  | G  | N  | P  | Bp | Bc | Diff |
| ---- | --------------------- | ----- | -- | -- | -- | -- | -- | -- | ---- |
| 1    | Caracas FCC +2        | 43    | 30 | 15 | 11 | 4  | 43 | 24 | +19  |
| 2    | Trujillanos FC +1.25  | 40.25 | 30 | 14 | 11 | 5  | 53 | 29 | +24  |
| 3    | Minerven FC +1.75     | 39.75 | 30 | 15 | 8  | 7  | 53 | 34 | +19  |
| 4    | UA Táchira +1.5       | 35.5  | 30 | 12 | 10 | 8  | 41 | 30 | +11  |
| 5    | Mineros de Guayana    | 34    | 30 | 12 | 10 | 8  | 48 | 34 | +14  |
| 6    | Deportivo Italia      | 32    | 30 | 12 | 8  | 10 | 43 | 37 | +6   |
| 7    | Estudiantes de Mérida | 32    | 30 | 12 | 8  | 10 | 43 | 41 | +2   |
| 8    | Maritimo CaracasT     | 29    | 30 | 12 | 5  | 13 | 44 | 37 | +7   |
| 9    | Llaneros FC           | 29    | 30 | 9  | 11 | 10 | 31 | 31 | 0    |
| 10   | Atlético El VigíaP    | 29    | 30 | 11 | 7  | 12 | 43 | 49 | -6   |
| 11   | ULA Mérida            | 28    | 30 | 8  | 12 | 10 | 39 | 47 | -8   |
| 12   | Monagas SC            | 28    | 30 | 9  | 10 | 11 | 39 | 47 | -8   |
| 13   | Maracaibo FCP         | 26    | 30 | 8  | 10 | 12 | 33 | 56 | -23  |
| 14   | Valencia FCP          | 25    | 30 | 10 | 5  | 15 | 24 | 37 | -13  |
| 15   | Atlético Zamora       | 24    | 30 | 6  | 12 | 12 | 24 | 35 | -11  |
| 16   | Anzoátegui FC         | 12    | 30 | 3  | 6  | 21 | 33 | 66 | -33  |

|  | Qualification pour la Copa Libertadores 1995 |
|  | Qualification pour la Copa CONMEBOL 1994     |

- Les quatre premiers de la Copa Venezuela obtiennent un bonus respectif de 2, 1.75, 1.5 et 1.25 point.

## Bilan de la saison
| Championnat du Venezuela de football 1993-1994 |                       |
| Champion                                       | Caracas FC (4e titre) |
| Coupes et trophées                             |                       |
| Vainqueur de la Coupe du Venezuela 1993-1994   | Caracas FC            |
| Qualifications continentales                   |                       |
| Copa Libertadores 1995                         | Caracas FC            |
| Copa Libertadores 1995                         | Trujillanos FC        |
| Copa CONMEBOL 1994                             | Minerven FC           |
| Promotions et relégations                      |                       |
| Promus en Primera División                     | Aucun                 |
| Relégués en Segunda A                          | Aucun                 |